# Бікоу (ГЕС)
ГЕС Bìkǒu (碧口水电站) — гідроелектростанція в центральній частині Китаю у провінції Ганьсу. Знаходячись між ГЕС Miáojiābà (вище по течії) та ГЕС Qílínsì, входить до складу каскаду на річці Байлун, правій притоці Цзялінцзян, яка, своєю чергою, є лівою притокою Цзіньші (верхня течія Янцзи).
В межах проекту річку перекрили кам'яно-накидною греблею із глиняним ядром висотою 102 метра, довжиною 297 метрів та шириною по гребеню 8 метрів, яка потребувала 4,2 млн м3 матеріалу. Вона утримує водосховище з об'ємом 521 млн м3 та максимальним рівнем під час повені у 710,1 метра НРМ. В операційному режимі припускається коливання поверхні між позначками 685 метрів НРМ (об'єм води у сховищі 229 млн м3) та 704 метра НРМ (об'єм води у сховищі 450 млн м3).
Пригреблевий машинний зал обладнали трьома турбінами типу Френсіс потужністю по 100 МВт, які використовують напір від 58 до 86 метрів (номінальний напір 73 метра) та забезпечують виробництво 1463 млн кВт-год електроенергії на рік.
Видача продукції відбувається по ЛЕП, розрахованим на роботу під напругою 220 кВ та 110 кВ.